# Jaroslav Maxmilián Kašparů
Jaroslav Maxmilián Kašparů, píšící pod jménem Max Kašparů (* 14. května 1950 Žirovnice), je český řeckokatolický kněz, psychiatr, pedagog, premonstrátský terciář, člen Obce spisovatelů, autor duchovní literatury a esperantista, který působí v Pelhřimově. Poté, co mu vatikánská kongregace udělila biritualitu, slouží jako kněz ve farnostech pelhřimovského vikariátu.
Na kněze řeckokatolické církve byl vysvěcen v byzantském ritu 31. října 2015. Svěcení přijal v Žirovnici od biskupa Ladislava Hučka. Předtím byl římskokatolickým jáhnem.

## Osobní život

### Vzdělání
Narodil se jako nemanželské dítě. Po gymnáziu měl v úmyslu studovat literaturu nebo Akademii múzických umění. Pod vlivem rodiny se přihlásil k přijímacímu řízení na Fakultu všeobecného lékařství Univerzity Karlovy. Protože se umístil ve druhé třetině uchazečů, mohl studovat obor stomatologie (první třetina byla přijata ke všeobecnému lékařství). V průběhu studia jej zaujala psychiatrie. Stážoval na Psychiatrické klinice pod vedením profesora Petra Zvolského.
Po absolvování zubního lékařství se rozhodl pokračovat ve studiu všeobecného lékařství a následně se specializovat v psychiatrii. Stomatologové mohli, podle jeho vyjádření, dostudovat pouze čtvrtý až šestý ročník oboru všeobecného lékařství v řádném denním studiu. Kašparů ovšem zvolil dálkovou formu studia při zaměstnání. Jedinou lékařskou fakultou, která tuto formu umožnila, byla Lékařská fakulta Univerzity Komenského v Bratislavě. Na ní musel opět složit všechny zkoušky ze šesti ročníků včetně státních závěrečných zkoušek. V důsledku rozhodnutí pokračovat ve studiu a nenastoupit dráhu stomatologa s ním ukončila vztah spolužačka krátce před plánovanou svatbou.
Vystudoval také obory teologie a pedagogika na Teologické fakultě Jihočeské univerzity v Českých Budějovicích. Ve studiu teologie dále pokračoval a získal doktorát (Ph.D.). Habilitoval se na univerzitě v Košicích v oboru pastorální teologie prací (docent), která vyšla v upravené podobě knižně pod názvem Hypnóza – Pastorální kauza. V roce 2011 mu vědecká rada Vysoké školy zdravotníctva a sociálnej práce sv. Alžbety v Bratislavě udělila titul dr. h. c. Doktorát z pedagogiky získal na Řeckokatolické teologické fakultě Prešovské univerzity v roce 2012.
Dne 4. dubna 2012 byl zapsán do České knihy rekordů jako držitel největšího počtu vysokoškolských titulů.

### Soukromý život

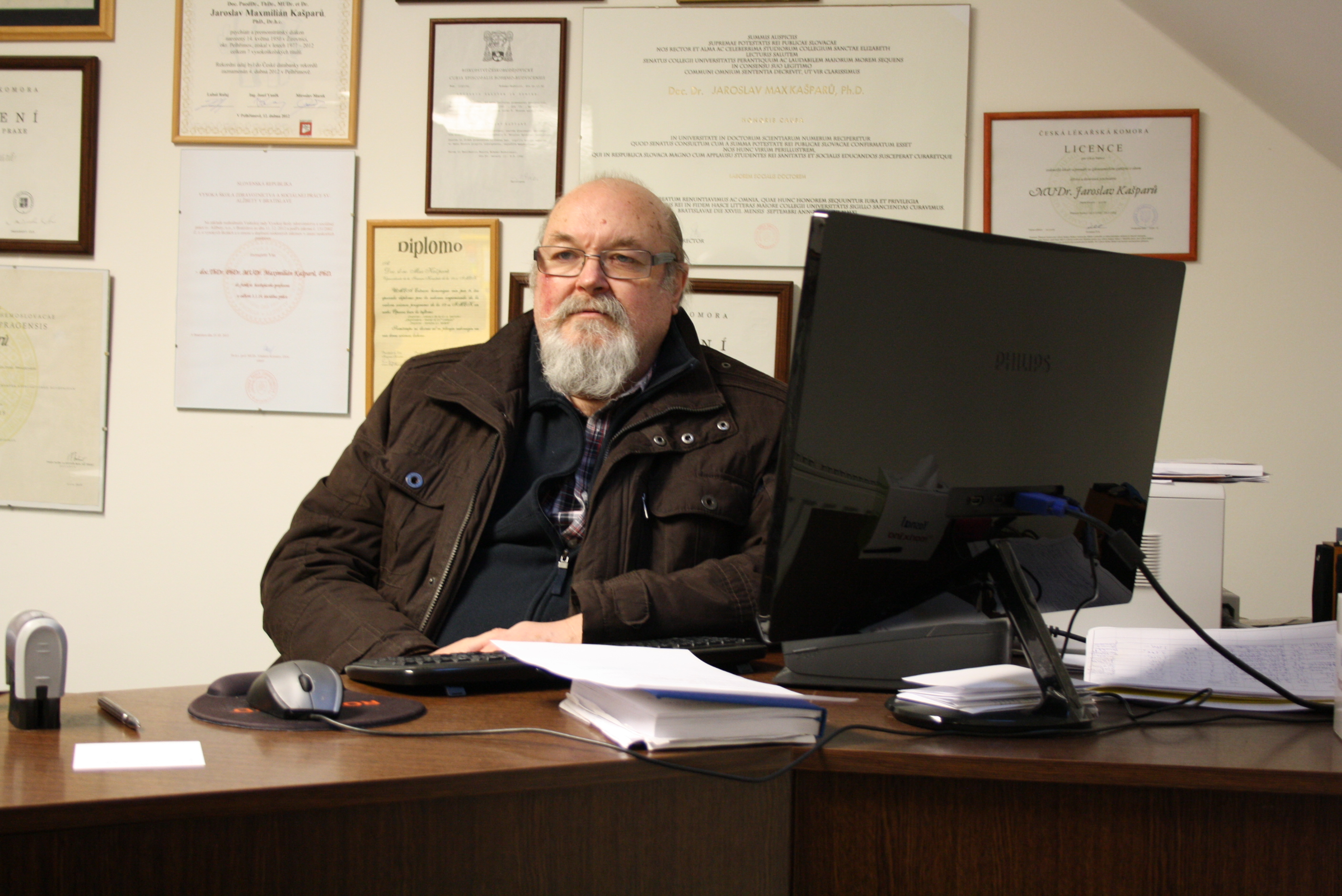
Max Kašparů v psychiatrické ordinaci v Pelhřimově (2015)

Žije v Rynárci. Ordinaci měl dříve na netradičním místě, v kostele Panny Marie Sedmibolestné. Provází také duchovní cvičení.
Při pražských vysokoškolských studiích se seznámil s Tomášem Halíkem, bydleli dokonce ve stejném domě. Tomáš Halík mu šel na svatbě za svědka, jeho vůbec prvním křtem po jeho tajném kněžském svěcení byly křtiny dcery Maxe Kašparů Bernadetty. Má také dceru Terezii. Jméno Maxmilián mu v roce 1984 při tajném vstupu do sekulárního řádu želivských premonstrátů udělil opat Želivského kláštera Bohumil Vít Tajovský. Získal je po polském světci sv. Maxmiliánovi Kolbem. V roce 2015 se stal členem Apoštolského exarchátu řeckokatolické církve v Praze a 31. října téhož roku byl vysvěcen na kněze řeckokatolického ritu.
Stal se externím spolupracovníkem Českého rozhlasu, kde pravidelně vystupoval v pořadu Jak to vidí, příležitostně i v jiných.

### Ocenění
V roce 2020 mu Psychiatrická společnost při ČLS JEP udělila při příležitosti životního jubilea 70 let Heverochovu medaili.
- V roce 2023 byl jmenován členem Mezinárodního centra pro experimentální a aplikovanou hypnózu (ICEAH)[zdroj?].
- V roce 2023 obdržel na Slovensku "Cenu Antona Neurwirta" za zásluhy o ochranu života.[zdroj?]
- V roce 2024 obdržel od České lékařské komory ocenění "Vynikající lékař Pelhřimovska."

### Politická kariéra
V říjnu 2012 byl preferenčními hlasy zvolen do krajského zastupitelstva kraje Vysočina jako člen TOP 09.
Jako člen KDU-ČSL přestoupil do TOP 09, z níž vystoupil v létě 2014, když nesdílel názor vedení strany na interrupce. Jako nestraník se následně stal členem lidoveckého klubu krajského zastupitelstva na Vysočině. Na mandát rezignoval 23. června 2015, na jeho místo nastoupil náhradník Ladislav Bárta. V krajských volbách v roce 2016 post krajského zastupitele již neobhajoval.

## Členství
Je členem výboru sekce pro hypnózu České lékařské společnosti Jana Evangelisty Purkyně.
Věnuje se studiu jazyka esperanto. Je členem Mezinárodního sdružení katolických esperantistů a čestným členem České esperantské mládeže. Jako psychiatr je také členem UMEA (Mezinárodní sdružení lékařů-esperantistů).
V květnu 2015 byl zvolen členem Rady České televize, hlas mu dalo 101 ze 152 přítomných zákonodárců, funkce se ujal 30. května 2015. V březnu 2021 však na mandát ze zdravotních důvodů rezignoval. V roce 2015 mu bylo uděleno čestné členství v Koruně České – monarchistické straně Čech, Moravy a Slezska. V roce 2019 byl přijat do Obce spisovatelů. V lednu 2021 byl jmenován členem Akademické rady FAMO v Písku.
Byl členem Českého klubu skeptiků Sisyfos, v roce 2021 byl však ze sdružení vyloučen.

## Dílo
Vydal více než tři desítky publikací v češtině a slovenštině, z nichž některé byly přeloženy do litevštiny, polštiny, italštiny, francouzštiny, slovenštiny a esperanta. Do češtiny naopak přeložil učebnici esperanta.

### Vlastní díla
- Hovory o sobě (nakladatelství Cesta, Brno, 1990)
- Věroměr Maxe Kašparů (1999)
- Malý kompas víry: Pro hledající, bloudící a nevěřící mladé lidi (Matice cyrilometodějská 1995, 1998, 2001)
- O radostech lidské duše s Maxem Kašparů (2001)
- Homiletické trivium (Matice cyrilometodějská, 2001)
- 2 dni s Maxom Kašparů (Katechetické centrum Banská Bystrica, Prešov 2001, (slovensky))
- Základy pastorální psychiatrie pro zpovědníky (nakladatelství Cesta, Brno, 2002)
- Do výšky volím pád (Karmelitánské nakladatelství, 2003)
- Sedmero zastavení u klíčové dírky (nakladatelství Cesta, Brno, 2003)
- Niekoľko pohľadov na problémové deti a ich výchovu (Katechetické centrum Rožňava, 2003, (slovensky))
- Vánoční paradoxy (2004)
- Vánoční proč-kdy-jak-kde (2004)
- Jinými slovy. Na minutu s Maxem Kašparů (2005)
- Šum z pěn (nakladatelství Cesta, Brno, 2005)
- Hypnóza, pastorální kauza – upravená disertační práce (Trinitas, 2006)
- Z pláště a dalmatiky (nakladatelství Cesta, Brno, 2006)
- Třicet případů... aneb Malé, bílé, kulaté (nakladatelství Cesta, Brno, 2007)
- Zápisník potulného kazatele (nakladatelství Cesta, Brno, 2008)
- Ve zpětném zrcátku Jindřicha Štreita (nakladatelství Cesta, Brno, 2009)
- O bludných kruzích a bludných kamenech (nakladatelství Cesta, Brno, 2011)
- Stručný esperantsko-český psychiatrický slovník (s Miroslavec Malovcem, nakladatelství Norbertinum, Pelhřimov, 2012)
- Po provaze ke Kristu (Karmelitánské nakladatelství, Kostelní Vydří, 2013)
- Naslouchat je víc než poslouchat (nakladatelství Cesta, Brno, 2013)
- O zemi beze studu (nakladatelství Cesta, Brno, 2015)
- Nebudem hrať divadlo pred Božou tvárou (v rozhovore s Martinom Ližičiarom, nakladatelství BeneMedia, Bratislava, 2017)
- Nahoru a našišato (nakladatelství Cesta, Brno, 2017)
- O mozcích a bezmozcích (nakladatelství Cesta, Brno, 2018)
- Rozhovory pod věží (nakladatelství Cesta, Brno, 2019)
- Deset kroků k radosti (nakladatelství Cesta, Brno, 2020)
- Jak přežít krizi v rodině ( společně s Dr. D. Kovářovou) v nakladatelství Euromedia Group a.s., ISBN 978-80-242-7066-1, 2020
- Po pražcích slepých kolejišť ( nakladatelství Cesta Brno, 2021, ISBN 978-80-7295-276-2 )
- Opice Boží aneb vůl zajíce nedohoní. (nakladatelství Cesta Brno, 2022, ISBN 978-80-7295-293-9)
- Člověk má věřit celým tělem. (KatMedia 2023, ISBN 978-80-7566-427-3)
- Blázinec je před branou (Karmelitánské nakladatelství), Kostelní Vydří 2023,EAN 9788075665126
- Spánkový manuál ( Nakladatelství Cesta Brno, 2024) ISBN 978-80-7295-327-1

#### Vyšlé překlady
- Dimmi come credi… (Città Nuova, Řím) (italsky)
- Przewodnik po radości (Wydawnictwo WAM, Krakov) (polsky)
- Le gioie dell´anima (Città Nuova, Řím) (italsky)
- Kristnaskaj demandoj kaj paradoksoj (KAVA-PECH, Dobřichovice, 2010, přeložil Marek Blahuš)[26] (v esperantu)
- Wiaromierz (Wydawnictwo WAM, Krakov) (polsky)
- Konciza psikiatria vortaro (s Miroslavem Malovcem, Norbertinum, Pelhřimov) (v esperantu)
- Po lane ku Kristovi (Karmelitánske nakladatelstvo, Bratislava, 2013) (slovensky)
- Dek paŝoj al ĝojo. Eldonis IKUE, Katolika sekcio de ČEA, 2020, ISBN 978-80-7295-263-2 (v esperantu)
- 10 krokov k radosti (nakladatelství Benemedia, SK,2020, ISBN 978-80-99907-55-4)
- Za hrsť zdravého rozumu ( nakladatelství BeneMedia, SK, ISBN 978-80-99907-77-6, Sk, 2021)
- Dešimt žingsniu džiaugsmo link ( Užs. Nr. 937. 2021-08-04, Išleido ir spausdino UAB, Beržu g. 52, LT-36147) (litevsky)
- Diagnózy neprispôsobivého psychiatra (nakladatelství BeneMedia, SK, 2022 ISBN 978-80-99907-94-3) (slovensky)
- Ako (nevy)horieť (nakladatelství BeneMedia, SK, 2022, ISBN 978-80-8281-007-6) (slovensky)
- Z každého rožka troška (Bratislava, 2024, nakladatelství LUX, ISBN 978-80-69022-24-9) slovensky
- Zo starého viniča (Bratislava, 2025, nakladatelství LUX, ISBN 978-80-69022-36-2) slovensky

### Překlady cizích děl
- Esperanto přímou metodou (Stano Marček, KAVA-PECH, Dobřichovice, 2010, přeložil Max Kašparů, ISBN 978-80-87169-18-6)[27]